# Aquarius major
Aquarius major  (лат.) — вид гелофитных травянистых растений рода  семейства Частухоцветные. Популярное аквариумное растение. Поскольку вид долгое время относился к роду Эхинодорус (Echinodorus) растение известно больше под базионимом эхинодо́рус большо́й (лат. Echinodorus major).

## Описание
Многолетние гелофитное травянистое растение высотой до 70–80 см. Корневая система сильная. Листья собраны в розетку, ланцетовидной формы, вытянутые, волнистые,  с короткими черешками. Окраска листьев светло-зелёная. 
В природе встречается на востоке Бразилии.

## Культивирование
При содержании растения в аквариуме оптимальная температура составляет 22—28 °C, при её понижении до 22 °C рост значительно замедляется. Вода должна быть средней жёсткости (6—12 немецких градусов), от слабощелочной до нейтральной (pH 7—8,5). Мягкая кислая вода для растения неприемлема, в ней оно быстро погибает. Желательна периодическая подмена части воды. Мутная вода нежелательна, так как оседающая на листьях муть вредит растению. В период цветения желательно внесение минеральных удобрений и микроэлементов. Освещение должно быть очень ярким, но рассеянным. При боковом освещении куст становится более рыхлым и образует дочерние растения. естественное освещение делает окраску растения более насыщенной. Световой день должен составлять 12—14 часов. Грунт должен быть питательным и состоять из смеси крупного песка с мелкой галькой с примесью глины, торфа и древесного угля и быть обильно заилённым.
В аквариуме растение размножается преимущественно вегетативно, образуя дочерние растения на корневище. Несколько раз в год растение образует цветочные стрелки, однако редко даёт полноценные семена. Образование сразу нескольких цветочных стрелок может привести к гибели растения. Их образованию может помочь искусственное опыление с помощью кисточки, плоды снимают после их полного созревания, семена слегка подсушивают в течение 1—2 месяцев, высевают в песок, покрытый тонким слоем воды и проращивают при температуре около 28 °C. Если плоды не завязались, то на притопленной цветочной стрелке образуются дочерние растения, которые можно отделять после образования у них 4—5 листьев.